# Ordinateurs pour les écoles
 (décembre 2013).
Le programme Ordinateurs pour les écoles (OPE) (en anglais Computers For Schools) est un programme canadien subventionné par le gouvernement fédéral, fondé en 1993 de manière collaborative entre les TelecomPioneers et Industrie Canada. Il compte des ateliers dans toutes les provinces et territoires. Ces acteurs OPE recueillent, réparent et remettent à neuf des ordinateurs provenant des administrations publiques et du secteur privé. Ensuite, ils les redistribuent à des écoles, des bibliothèques publiques, des organismes d'apprentissage sans but lucratif et des collectivités autochtones partout au Canada.
Le programme Ordinateurs pour les écoles compte des ateliers dans chaque province et territoire au Canada.
Le mandat de distributeur national du programme a été accordé en à La Relance via sa branche STLR (Service technologique La Relance).